# Ruesca
Ruesca es un municipio español de la provincia de Zaragoza, comunidad autónoma de Aragón. Tiene un área de 11,80 km².

## Demografía

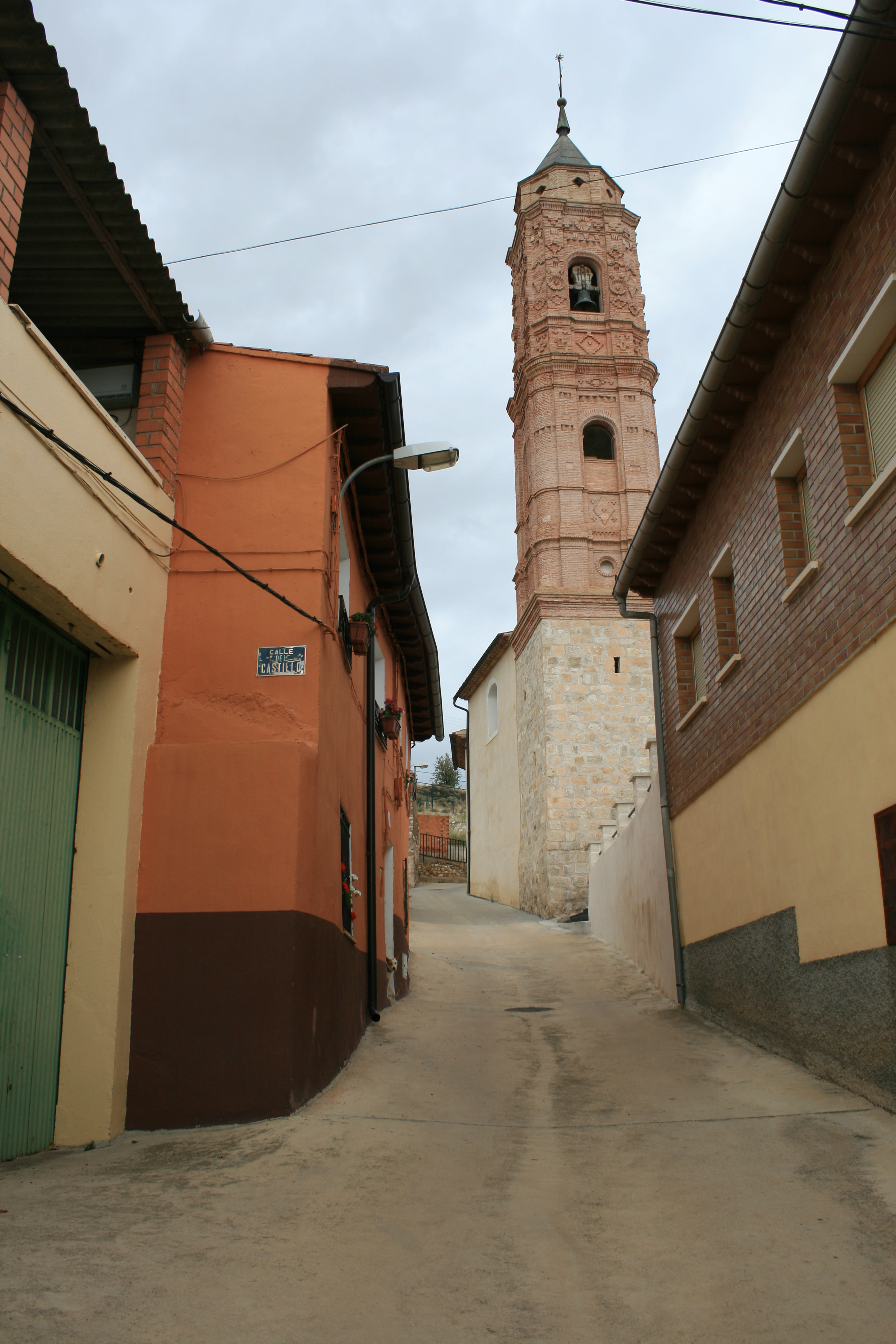
Iglesia de Santo Domingo

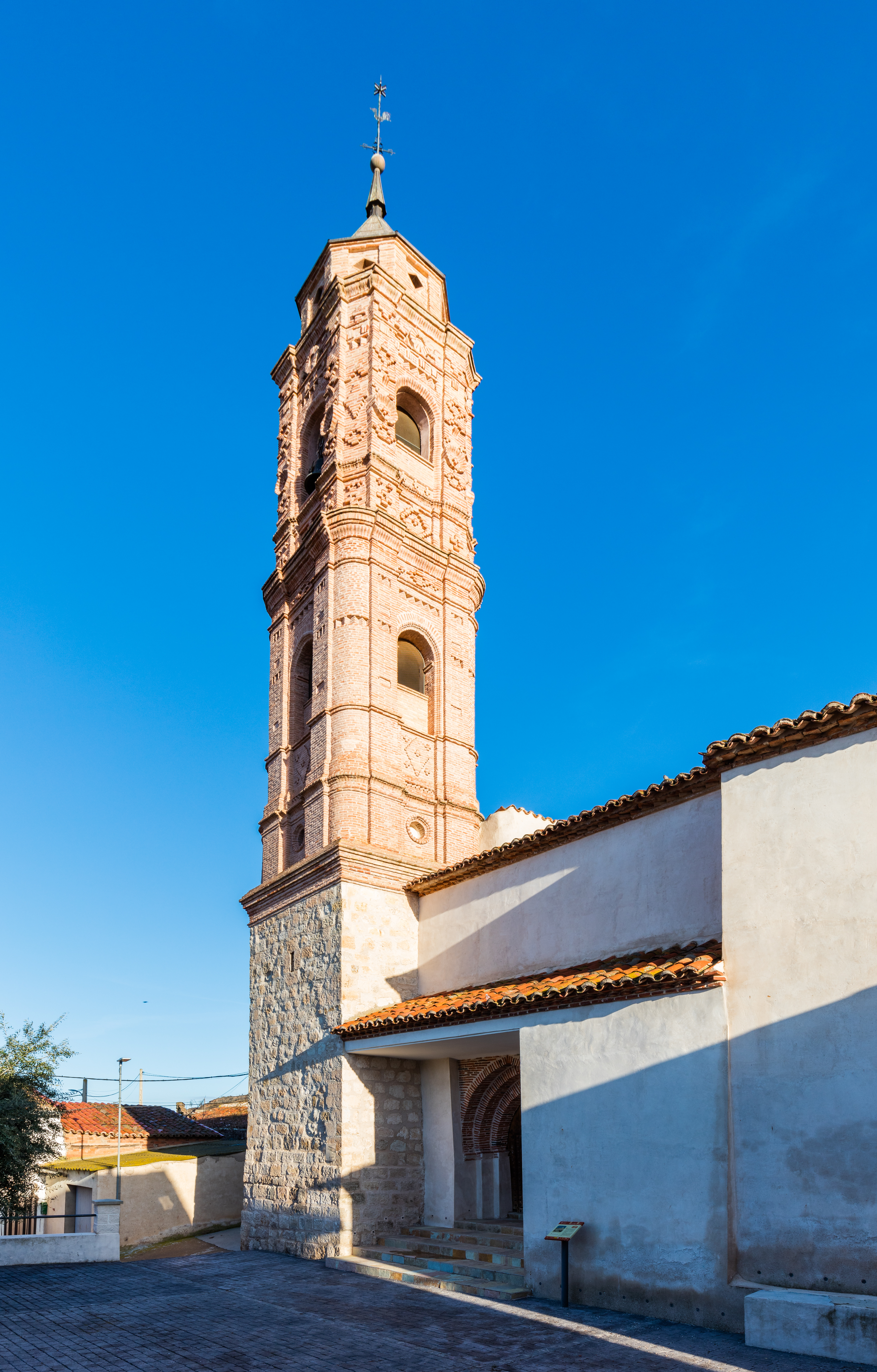
Campanario de la iglesia

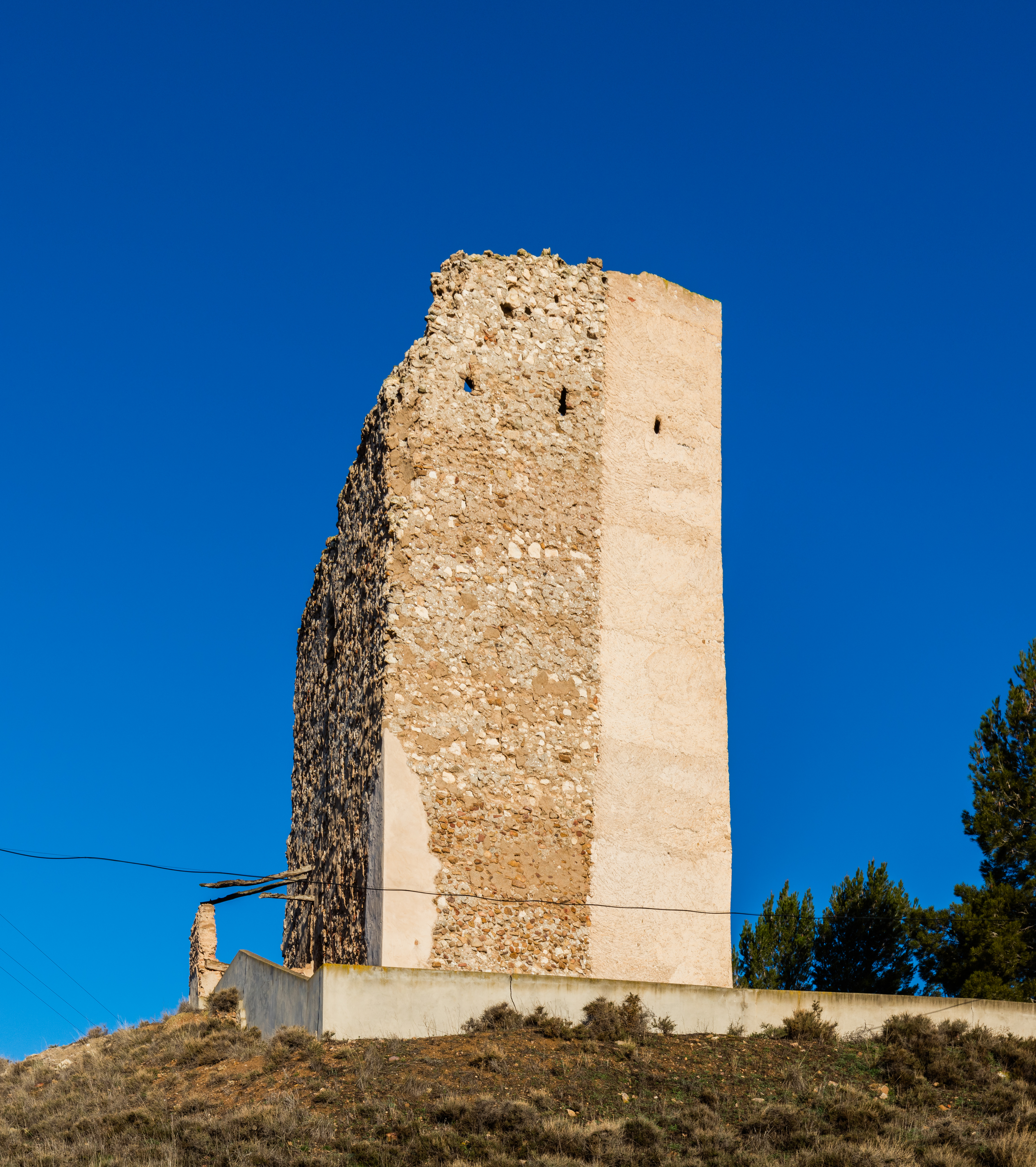
Detalle de la torre

Ruesca cuenta con una población de 66 habitantes (INE 2024).
| Gráfica de evolución demográfica de Ruesca entre 1842 y 2021                                                        |
| |
| Población de derecho según los censos de población del INE Población de hecho según los censos de población del INE |

## Administración y política
| Período   | Alcalde                 | Partido |  |
| --------- | ----------------------- | ------- |  |
| 1979-1983 | Julio Longares Orera    | UCD     |  |
| 1983-1987 |                         |         |  |
| 1987-1991 |                         |         |  |
| 1991-1995 |                         |         |  |
| 1995-1999 |                         |         |  |
| 1999-2003 |                         |         |  |
| 2003-2007 |                         |         |  |
| 2007-2011 |                         |         |  |
| 2011-2015 |                         |         |  |
| 2015-2019 | Alejandro Ramos Pacheco | PSOE    |  |
| 2019-     | Manuel Monge Barranco   | IU      |  |

| Partido político    | Partido político                                   | 2003   | 2007   | 2011   | 2015   | 2019   |
| Partido político    | Partido político                                   | Ediles | Ediles | Ediles | Ediles | Ediles |
|                     | Partido de los Socialistas de Aragón (PSOE-Aragón) | 1      | 1      | —      | 2      | —      |
|                     | Partido Aragonés (PAR)                             | —      | —      | 2      | 1      | —      |
|                     | Partido Popular de Aragón (PP)                     | —      | —      | 1      | —      | 1      |
|                     | Izquierda Unida (IU)                               | —      | —      | —      | —      | 2      |
| Total de concejales | Total de concejales                                | 1      | 1      | 3      | 3      | 3      |

## Patrimonio
- Torre o Castillo de Ruesca[7][8]